# Jnanayoga
Jnanayoga (kunskapens väg) är en av yogans vägar tillsammans med bhaktiyoga (hängivenhetens yoga), karmayoga (handlingens yoga) och rajayoga (kontrollens yoga).

## Bakgrund
En huvudtanke inom hinduismen är att ens atman (själ), som är det innersta i varje levande ting aldrig kommer förgöras. Istället vandrar den till ett nytt levande föremål efter ens död.

## Särdrag
Jnanayoga innebär att man hinduismen når moksha (befrielsen inom hinduismen) genom att förstå hur atman (universella själen inom hinduismen) och brahman (världssjälen inom hinduismen) hänger samman. Det är alltså inte en fysisk yogaform som bygger på asanas (kroppspositioner) istället kännetecknas jnanayoga av självstudier och analys för att släppa sitt ego för att förstå skillnaden mellan vad som är verkligt och overkligt.